# Чудовище с глубины 20 000 саженей
«Чудовище с глубины 20 000 са́женей» (англ. The Beast from 20,000 Fathoms) — американский чёрно-белый художественный фантастический фильм 1953 года, снятый режиссёром Эженом Лурье. Это первый из трёх фильмов Эжена Лурье с участием огромных монстров. Следующими его фильмами были: чёрно-белый фильм «Бегемот, морской монстр» и цветной — «Горго».

## Сюжет
В результате ядерных испытаний в Арктике из-за растаявших льдов к жизни возвращается доисторический динозавр. Он направляется к восточному побережью Северной Америки. Единственный свидетель существования монстра, профессор Том Несбитт, не может убедить власти в надвигающейся опасности. Палеонтолог Тургуд Эллисон по описанию профессора устанавливает, что монстр может быть рэдозавром (вымышленный вид диапсид). Тем временем чудовище объявляется в заливе. При погружении в залив для исследований гибнут люди. Затем чудовище появляется на Манхэттене. Убить его удаётся только с помощью радиоактивного изотопа.

## Съёмочная группа
- Режиссёр и сценарист — Эжен Лурье
- Композитор — Дэвид Баттолф
- Автор и создатель спецэффектов — Рэй Харрихаузен

## В ролях
| Актёр          | Роль                                                                              |
| -------------- | --------------------------------------------------------------------------------- |
| Пол Кристиан   | профессор Том Несбитт                                                             |
| Пола Реймонд   | Ли Хантер                                                                         |
| Сесил Келлауэй | доктор Тергуд Элсон                                                               |
| Кеннет Тоби    | полковник Джек Эванс                                                              |
| Дональд Вудс   | капитан Фил Джексон                                                               |
| Росс Эллиотт   | Джордж Ритчи                                                                      |
| Стив Броуди    | сержант Лумис                                                                     |
| Джек Пенник    | Джейкоб Боуман                                                                    |
| Майкл Фокс     | врач скорой помощи                                                                |
| Ли Ван Клиф    | капрал Джейсон Стоун                                                              |
| Фрэнк Фергюсон | доктор Морт он                                                                    |
| Кинг Донован   | доктор Ингерсолл                                                                  |
| Джеймс Бест    | оператор радара Чарли                                                             |
| Рой Энджел     | майор Эванс (в титрах не указан)                                                  |
| Гертруда Астор | кричащая женщина (в титрах не указана)                                            |
| Билл Вудсон    | рассказчик за кадром при вступительных титрах • диктор радио (в титрах не указан) |

## Факты
- Фильм снят по мотивам рассказа Рэя Брэдбери «Ревун», опубликованном несколькими годами ранее в газете «The Saturday Evening Post».
- Это первый фильм, где монстр появляется благодаря атомной бомбе.
- Вместе с Кинг-Конгом Редозавр вдохновил японских режиссёров на создание Годзиллы[1][2].
- Бюджет картины составил 210 тысяч долларов, а в прокате только на территории США фильм заработал 5 миллионов долларов[3].
- В переводах названия фатомы[уточнить] менялись на мили и морские мили, сажени и морские сажени.
- В СССР фильм вышел под названием «Чудовище из глубины океана».
- Спецэффекты ленты оказали сильное влияние на создание картины «Это прибыло со дна моря» (1955).